# Till the World Ends
Till the World Ends er anden single fra den amerikanske sangerinde Britney Spears syvende studiealbum, Femme Fatale. Sangen er skrevet af Dr. Luke, Max Martin og Billboard, og blev frigivet på verdensplan i 4. marts 2011.

## Hitliste
| Hitliste (2011)                                  | Højeste placering |
| ------------------------------------------------ | ----------------- |
| Australia (ARIA)                                 | 19                |
| Belgien (Ultratop 50 Flanderen)                  | 29                |
| Belgien (Ultratop 50 Vallonien)                  | 18                |
| Canada (Canadian Hot 100)                        | 7                 |
| Danmark (Track Top-40)                           | 7                 |
| Finland (Suomen virallinen lista)                | 6                 |
| Frankrig (SNEP)                                  | 29                |
| Irland (IRMA)                                    | 7                 |
| Holland (Single Top 100)                         | 29                |
| New Zealand (RIANZ)                              | 10                |
| Norge (VG-lista)                                 | 2                 |
| Slovakiet (Rádio Top 100)                        | 41                |
| South Korea (GAON)                               | 1                 |
| Spanien (PROMUSICAE)                             | 23                |
| Sweden (Sverigetopplistan)                       | 23                |
| Schweiz (Schweizer Hitparade)                    | 24                |
| Storbritannien Singles (Official Charts Company) | 21                |
| US Billboard Hot 100                             | 3                 |
| US Pop Songs                                     | 14                |